# Rosario Mazzeo
Pour les articles homonymes, voir Mazzeo.
Rosario Mazzeo (né le 5 avril 1911 à Pawtucket, décédé le 19 juillet 1997 à Monterey) est un clarinettiste américain et un concepteur de systèmes de clétage pour clarinette.

## Biographie
Rosario Mazzeo est né à Pawtucket, Rhode Island. Il grandit à Worcester, Massachusetts, à partir de l'âge de 4 ans et il commence à étudier la clarinette avec Jack Lynch installé à Boston.
À partir de 1928, il s'installe et vit à Boston, Massachusetts. Il fait divers petits boulots pour financer ses cours de clarinette d'abord avec Gaston Hamelin, clarinette solo du Boston Symphony, puis avec Gustave Langenus du New York Philharmonic, en prenant le ferry de nuit pour Long Island et en revenant en train.
À partir de 1933, il joue au Boston Symphony Orchestra d'abord au poste de première clarinette (petite clarinette) en mi bémol pendant six ans puis il passe clarinette basse jusqu'en 1966. Responsable du personnel de l'Orchestre symphonique de Boston pendant la majeure partie de son mandat à partir de 1942, Rosario Mazzeo a également été président du département des bois au New England Conservatory of Music.
Après sa retraite du BSO, il a vécu à Carmel-by-the-Sea, en Californie, où il avait un vaste studio privé et était membre de la faculté de l'Université de Californie, du conservatoire de musique de San Francisco (en) et de l'Université Stanford.
Il est le concepteur du système Mazzeo (en) , un système breveté de clétage proche du système Boehm pour la clarinette. Environ 13000 exemplaires seront fabriqués par Henri Selmer Paris qui aura l'exclusivité du brevet.

## Ouvrage
- (en) Rosario Mazzeo, A brief survey of chamber music for small groups, Boston, Cundy-Bettoney, 1937, 1938, 2e éd..
- (en) Rosario Mazzeo, Manual for the Mazzeo system clarinet, Philadelphia, PA, Henri Elken, 1959.
- (en) Rosario Mazzeo, The clarinet: excellence and artistry, Alfred Publishing, 1er décembre 1981 (ISBN 978-0882841335).

## Enregistrements
Rosario Mazzeo a effectué de nombreux enregistrements.
- Henry Cowell : Suite for clarinet and bassoon / [Chorales 1 and 3 ; Ostinato 3], avec Rosario Mazzeo; Raymond Allard (basson); Josef Marx; Vivian Fine; Johanna Magdalena Beyer; (78 tr/min, New York : New Music Quarterly Recordings, 1938)
- Rosario Mazzeo: Clarinetist, Inventor, Educator, Performances from the chamber music and orchestral repertoire, (CD, Boston Records BR 1078, 2013)